# Marcovia (ort)
Marcovia är en ort i Honduras.   Den ligger i departementet Choluteca, i den södra delen av landet, 90 km söder om huvudstaden Tegucigalpa. Marcovia ligger 23 meter över havet och antalet invånare är 1 928.
Terrängen runt Marcovia är platt åt sydost, men åt nordväst är den kuperad. Terrängen runt Marcovia sluttar söderut. Runt Marcovia är det ganska tätbefolkat, med 116 invånare per kvadratkilometer. Närmaste större samhälle är Ciudad Choluteca, 12,9 km öster om Marcovia. Omgivningarna runt Marcovia är en mosaik av jordbruksmark och naturlig växtlighet.